# کنجکاو (آلبوم تک‌آهنگ)
کنجکاو (انگلیسی: Curious) اولین آلبوم تک‌آهنگ از گروه دخترانۀ اهل کره جنوبی یونیس است که در ۶ اوت ۲۰۲۴ توسط اف‌انداف انترتینمنت منتشر شد. این آلبوم از سه قطعه، از جمله «کنجکاو» تشکیل شده است.

## موفقیت تجاری
آلبوم در جدول گائون کره در رتبه پنجم قرار گرفت. همچنین فروش آن در کره ۴۷,۵۷۴ بود.